# Oximinotransferasa
En enzimología, una oximinotransferasa es una enzima que cataliza la siguiente reacción química:
Por lo tanto los dos sustratos de esta enzima son la piruvato oxima y la acetona, mientras que sus productos son piruvato y acetona oxima

## Clasificación
Esta enzima pertenece a la familia de las transferasas, específicamente a aquellas que transfieren grupos nitrogenados del tipo oxima. 

## Nomenclatura
El nombre sistemático de esta clase de enzimas es piruvato-oxima:acetona oximinotransferasa. Otros nombres de uso común son transoximinasa, oximasa, piruvato-acetona oximinotransferasa, y transoximasa.

## Papel biológico
Esta enzima participa en el metabolismo del piruvato, glutamato y otros aminoácidos.